# 潘登貴
潘登貴（1614年12月2日—？），字天章，四川嘉定州犍為縣人，嘉定州籍，明末清初政治人物。

## 生平
崇禎十二年（1639年）己卯科四川鄉試第五十二名舉人，十三年（1640年）中式庚辰科會試第二百五十二名，三甲第九十名進士。刑部觀政，授合肥縣知縣。順治二年（1645年）任懷遠縣知縣，祀懷遠縣名宦祠。